# Philonotis filiformis
Philonotis filiformis är en bladmossart som beskrevs av Mitten 1859. Philonotis filiformis ingår i släktet källmossor, och familjen Bartramiaceae. Inga underarter finns listade i Catalogue of Life.